# Kis-Koppány (patak)
A Kis-Koppány egy több kilométer hosszú patak Somogy vármegyében, Magyarországon.
A patak Pusztaszemestől nyugatra ered, a Csillogó-hegy mellett. Külső-Somogy területén halad, itt számos patak torkollik bele. Ádánd belterülete után körülbelül egy kilométerrel, a külterületen, még Somogy vármegyében torkollik a Sió-csatornába.

## Települések
- Pusztaszemes
- Somogymeggyes
- Kapoly
- Tab
- Bábonymegyer
- Nagyberény
- Som
- Ádánd